# Карвен (Румунія)
Карвен (рум. Carvăn) — село у повіті Констанца в Румунії. Входить до складу комуни Ліпніца.
Село розташоване на відстані 125 км на схід від Бухареста, 86 км на захід від Констанци.

## Населення
За даними перепису населення 2002 року у селі проживали 512 осіб.
Національний склад населення села:
| Національність | Кількість осіб | Відсоток |
| -------------- | -------------- | -------- |
| румуни         | 405            | 79,1%    |
| турки          | 106            | 20,7%    |

Рідною мовою назвали:
| Мова      | Кількість осіб | Відсоток |
| --------- | -------------- | -------- |
| румунська | 407            | 79,5%    |
| турецька  | 104            | 20,3%    |